# Günter Wand
Josef Günter Wand (* 7. Januar 1912 in Elberfeld, heute Stadtteil von Wuppertal; † 14. Februar 2002 in Ulmiz, Schweiz) war ein deutscher Dirigent.

## Leben  und Wirken

### Herkunft und Familie
Günter Wand stammt aus einer Bauernfamilie aus dem Eichsfeld. Er wurde als Sohn des Kaufmanns Paul Wand und dessen Frau Lydia, geb. Ortmann, in Elberfeld geboren.
Wand war in erster Ehe von 1934 bis 1957 mit Auguste Maria Luise „Liesel“ geb. Jüttemeier († 1991) verheiratet. Im Jahr 1939 wurde der gemeinsame Sohn Peter geboren. Nach der Scheidung heiratete Wand 1957 die Sopranistin Anita Westhoff, die er bereits seit Mitte der 1940er Jahre kannte.

### Ausbildung
Ab seinem sechsten Lebensjahr erhielt Wand Klavierunterricht und leitete das Schulorchester des Realgymnasiums Elberfeld. Seit 1929 erhielt er privaten Dirigierunterricht beim Wuppertaler Generalmusikdirektor Franz von Hoeßlin. Mit 12 Jahren hatte er sein musikalisches Schlüsselerlebnis, das in ihm den konkreten Berufswunsch „Dirigent“ auslöste. Im Elberfelder Operettentheater hörte er die Operette Der Zigeunerbaron von Johann Strauss mit Richard Tauber als Barinkay.
Nach dem Abitur 1930 studierte Wand Philosophie, Germanistik und Musikwissenschaft an der Universität zu Köln und besuchte gleichzeitig die Rheinische Musikschule in Köln.

### Künstlerischer Werdegang
Seit dem Wintersemester 1931/32 studierte Wand bei Paul Baumgartner und Walter Braunfels an der Hochschule für Musik Köln sowie Franz Dorfmüller (Klavier) und Walter Courvoisier (Komposition) an der Hochschule für Musik und Theater München. Nach ersten Praxiserfahrungen in Köln, Allenstein (Ostpreußen) (1934–1938) und Detmold (1938/39) wurde er 1939 unter Generalmusikdirektor Karl Dammer Erster Kapellmeister der Kölner Oper, an der er 35 Jahre blieb. Eine Stelle als Musikalischer Oberleiter am Salzburger Landestheater trat er wegen des Zweiten Weltkrieges nicht an, baute dort aber das versprengte Mozarteum-Orchester wieder auf; leitete so am 30. April 1945 das letzte Symphoniekonzert des Dritten Reiches und arbeitete nach Kriegsende bei der Truppenbetreuung der US-Army. Im Jahr 1946 erfolgte seine Ernennung anstelle von Eugen Papst zum Generalmusikdirektor und zum Leiter der Gürzenich-Konzerte. Daneben arbeitete er als Gastdirigent mit Orchestern im Inland und in Europa.  1959 wurde er als erster westdeutscher Dirigent nach dem Zweiten Weltkrieg in die UdSSR eingeladen.
Aufgrund der Aktivitäten des damaligen Kölner Kulturdezernenten Kurt Hackenberg, der schon im Herbst 1971 deutlich gemacht hatte, dass er Wand durch den ungarischen Dirigenten István Kertész zu ersetzen gedachte, beendete Wand, dessen Vertrag eigentlich noch bis 1977 lief, 1974 vorzeitig seine Tätigkeit als Leiter der Gürzenich-Konzerte. Im selben Jahr – bereits nach seinem offiziellen Abschied in Köln – dirigierte er nach jahrzehntelangem Zögern erstmals die 5. Sinfonie von Anton Bruckner mit dem Kölner Rundfunk-Sinfonie-Orchester für eine Rundfunkausstrahlung. Aus dieser Aufnahme entstand eine Schallplattenproduktion, die bei ihrer Veröffentlichung großes Aufsehen erregte und Teil einer Gesamteinspielung der Bruckner-Sinfonien wurde. Seither wird Günter Wand zu den bedeutendsten Bruckner-Interpreten gezählt.
Zu Beginn der 1980er Jahre schloss sich eine zweite Karriere an: Von 1982 bis 1991 war Wand Chefdirigent des NDR Sinfonieorchesters und wurde 1987 zum Ehrendirigenten ernannt. Ebenfalls 1982 ernannte ihn das BBC Symphony Orchestra zum Ersten Gastdirigenten (Principal Guest Conductor). Später stiftete die BBC Wand zu Ehren einen „Günter Wand Conducting Chair“. Zudem arbeitete Wand als Gastdirigent mit Orchestern wie dem London Symphony Orchestra, den Berliner Philharmonikern oder dem NHK Symphony Orchestra in Japan.
1989 hatte er sein USA-Debüt mit dem Chicago Symphony Orchestra. In dieser zweiten Karriere fand er zu seinem gültigen Altersstil. Während er in Köln experimentierfreudig war und zahlreiche moderne Werke aufführte, reduzierte er sein Repertoire in seiner späten Zeit hauptsächlich auf die Sinfonien von Bruckner, Brahms, Beethoven und Schubert. Diese Sinfonien führte er immer wieder auf, teilweise mit verschiedenen Orchestern. 
Günter Wand arbeitete bis ins hohe Alter und unternahm zahlreiche Konzertreisen. So waren für März 2002 Aufnahmen von Bruckners 6. Sinfonie mit den Berliner Philharmonikern geplant.
Zu seinen Schülern gehörten unter anderem Heribert Beissel, Heribert Esser, Frithjof Haas, Hans Herbert Jöris, Bernhard Klee, Horst Stein und Wolfgang Trommer.

## Künstlerischer Stil
Wand war unnachgiebiger Verfechter absoluter Werktreue. Partituren erschienen ihm grundsätzlich völlig unantastbar. Eigenmächtige Ritardandi oder Crescendi galten ihm als beifallheischender „Firlefanz“. Einen Schritt hin zur „historischen Aufführungspraxis“ ist er jedoch auch bei Mozart und Beethoven nie gegangen. Insofern hat seine absolute Werktreue bei diesen Komponisten etwas eigentümlich Gebrochenes; doch auch jenseits von aufführungspraktischen Überlegungen ist seine Kunst von Strenge und Stringenz geprägt.
Auf die Frage, wie er denn die Neunte Sinfonie Beethovens zu interpretieren gedenke, eher wie Arturo Toscanini oder mehr im Stile Wilhelm Furtwänglers, antwortete der noch junge Dirigent lakonisch: „Wie Beethoven“.
Seinem Publikum bleiben besonders die Auftritte seiner späten Jahre unvergessen, wenn er, auf dem Podium noch immer frei stehend, meist ohne Partitur, mit sparsamen Bewegungen, aber unter strengem Augenkontakt mit dem Orchester, „seine“ Bruckner-Sinfonien dirigierte.
Obwohl Wand sich im Verlauf seiner Karriere zunehmend auf Beethoven, Schubert, Bruckner und Brahms konzentrierte, war ihm auch die damals zeitgenössische Musik stets ein wichtiges Anliegen. So setzte er sich unter anderem für Werke von Walter Braunfels, Wolfgang Fortner und Bernd Alois Zimmermann ein.

## Auszeichnungen

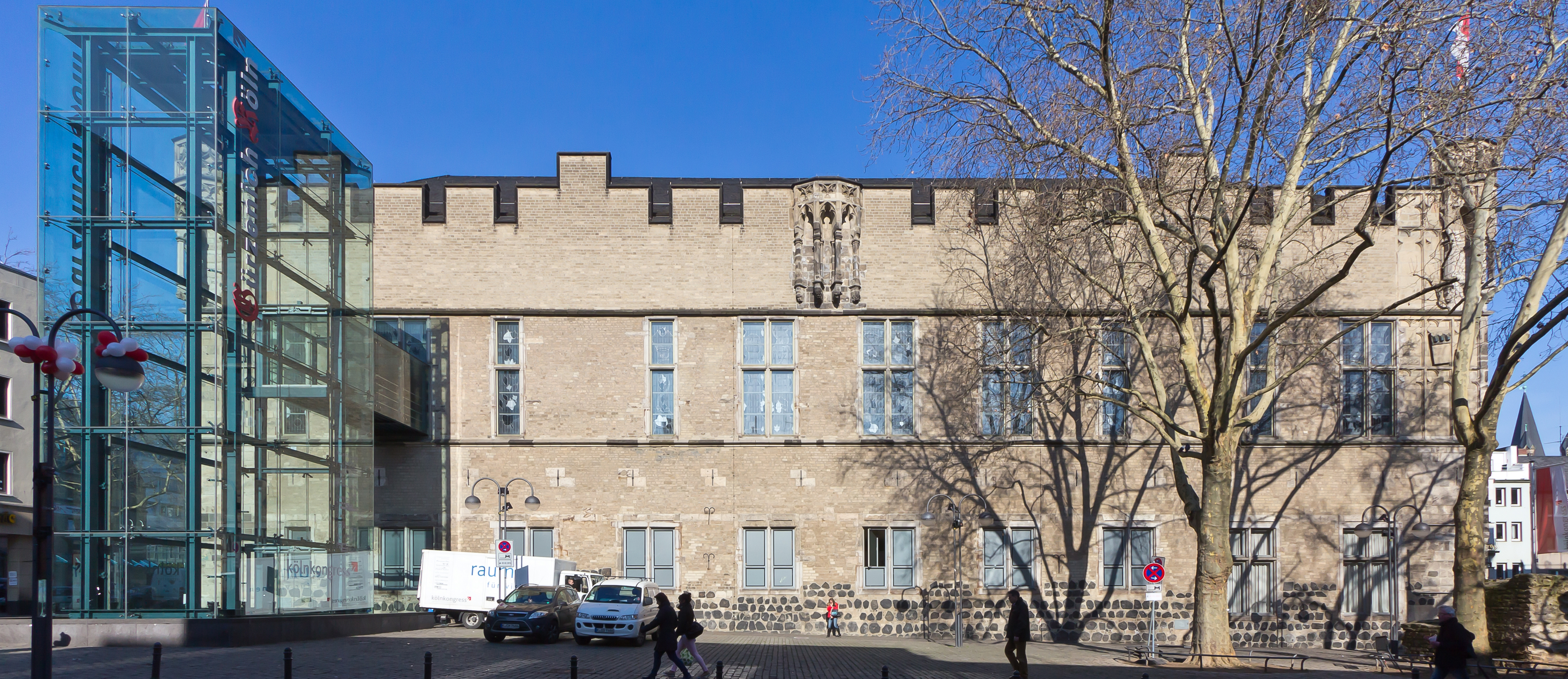
Der Günter-Wand-Platz vor dem Gürzenich

- 1971: Verdienstkreuz 1. Klasse der Bundesrepublik Deutschland
- 1972: Großes Verdienstkreuz der Bundesrepublik Deutschland
- 1987: Staatspreis des Landes Nordrhein-Westfalen
- 1987: Großes Verdienstkreuz mit Stern der Bundesrepublik Deutschland
- 1988: Johannes-Brahms-Medaille
- 1991: Medaille für Kunst und Wissenschaft der Freien und Hansestadt Hamburg
- 1992: Deutscher Kritikerpreis (gemeinsam mit Kurt Sanderling)
- 1994: Großes Verdienstkreuz mit Stern und Schulterband der Bundesrepublik Deutschland
- 1997: Ehrenring der Stadt Wuppertal[8]

Die Stadt Köln widmete Günter Wand, der als Generalmusikdirektor und Gürzenich-Kapellmeister das Orchester wie kein anderer vor ihm prägte, einen eigenen Platz, der mit seinem Wirken eng verbunden ist. Am 24. Oktober 2010 wurde der südliche Vorplatz des Gürzenichs als Günter-Wand-Platz eingeweiht.

## Trivia
Nachdem Wand im Kölner Gürzenich ein zeitgenössisches Werk dirigiert hatte, erhielt er neben schwachem Applaus zahlreiche Buh-Rufe. Darauf verbeugte er sich vor dem Publikum und sagte: „Ich sehe, Sie haben das Stück noch nicht verstanden. Ich werde es Ihnen daher nochmals zu Gehör bringen.“ Dies geschah dann auch.

## Diskografie
Es liegt eine umfangreiche Diskografie vor. Anlässlich seines 100. Geburtstags im Januar 2012 erschien eine 28 CDs umfassende Box mit dem Titel The Great Recordings, aufgenommen 1974–1999.